# 樱木花道
櫻木花道是井上雄彥的日本漫畫及改編動畫《灌籃高手》的中心人物，湘北高中籃球隊的球員，擁有驚人體能和彈跳力，經常自稱「天才」。
球技進步後取代木暮公延，成為「湘北五虎將」之一，隊中的位置是大前鋒。

## 简介
櫻木擁有一頭紅髮，就讀和光高校三年來追求50個女生都被拒絕。最後一個拒絕他的女生是島村葉子（動畫版設定的名字），她表示自己喜歡的是籃球隊的小田；因此櫻木非常討厭籃球隊，聽到他人提起「籃球」或讀音相近的字眼也會用頭錘撞擊。在進入湘北高中後，對赤木晴子一見鍾情，為追求晴子而加入籃球隊。由於晴子暗戀流川枫，所以櫻木非常嫉妒流川；他與流川常常爭吵打架，不過他们彼此還是佩服對方球技。
一開始，櫻木是會犯下走步的門外漢，在短短的時日裡成為卓越籃球員。對感興趣的東西學習得很快，擅於搶籃板球、上籃和灌籃，後期也掌握了投籃。他有頂尖的速度和彈跳力，與及驚人體力，儘管常犯規，但亦常做出令人意想不到的舉動，改變球隊氣氛，影響比賽勝負，為球隊的靈魂人物。
櫻木第一場比賽是對陵南高中的練習賽，以後備身份出場。經過短暫緊張後，他的潛力在該場比賽充分發揮。與對方兩米中鋒魚住純抗衡、彈跳力、籃板球、瞬間的爆炸力、速度及運球能力等，讓對方教練田岡茂一大跌眼鏡。有趣的是當時赤木因傷下場，田岡教練及陵南球員認為湘北理所當然會將攻勢集中在流川身上而夾迫流川，怎料因跟流川不和的櫻木三番四次傳給因陵南夾迫流川而有大量空位的木暮多次得手，被田岡教練誤會他是個頭腦精明的球員。完場前數秒射入反超前的入球更讓他高興不已，可是過早慶祝讓對方的王牌球員仙道彰有機可乘，再度超前湘北並最終以一分之差險勝。這次失敗讓櫻木很不爽。
其後大賽開始，櫻木一直以後備身份出賽，鮮有出場機會。即使上場比賽，亦以驚人方式極速五犯離場。後來吸收多次失敗經驗，終在對翔陽高中一戰成名，那場比賽湘北憑他的籃板球一度控制戰局，雖然全場只得兩分，卻搶到10個籃板球，完場前甚至隔扣了對方兩名比自己高大的花形透及永野滿，雖然最後還是遺憾離場。以後，櫻木漸漸成為湘北不可或缺的籃板及內線球員。由於他是籃球新手，所以也有不少「珍Play（珍）」的搞笑插曲，如與陵南爭取全國大賽出賽權時不小心幫對手得分（不過赤木容忍著對他說在積極搶球時難免失誤，也因魚住四次犯規不在球場上對陵南的反攻沒有影響）。全國大賽第二回合與山王對戰，澤北一記蓋火鍋球砸中了櫻木的臉，意外幫了球隊得分。
櫻木花道從未學習如何投罰球，縣大賽第1場對三浦台頭一次站上罰球線時還因不知所措而第一投持球超時，之後「扔」出去，試圖扔出去後自己搶進攻籃板灌籃，但被流川楓先灌。在幾次看了其他人的罰球（如藤真健司、三井壽、赤木剛憲、牧紳一；仙道彰等）後自學改良，變成用「拋」的（與NBA金州勇士名人堂球星里克·巴里一樣）方式，惟命中率不高。對海南時下半場3次罰球命中2球，對陵南則僅4罰中1。
由於身材高大且天生神力，打架戰績非常優異，在國中時是學校裡讓人害怕的小混混，這傾向延續到高中時期。就讀於和光國中時，跟好友水戶洋平、高宮望、大楠雄二及野間忠一郎組成幹架小團體“櫻木軍團”。水戶等人有時會戲弄櫻木，但危急時毫不猶豫地維護櫻木。在學業成績不佳的湘北先發球員陣容中（除赤木剛憲外），是成績最差的。
在整部漫畫中，櫻木是最被對手忽略的球員，特別是對陵南爭奪第二張全國大賽的資格戰中，陵南教練直至比賽尾段仍堅持櫻木對湘北而言是個危險的新丁，結果比賽尾段被櫻木痛宰；甚至山王戰前，山王球員觀看湘北比賽的視象錄影分析湘北實力時，只是說了「就姑且提防他吧」，但到下半場櫻木連續搶到進攻籃板增加湘北進攻機會後，山王教練堂本改讓打過所有位置的河田對位櫻木，也算是承認櫻木實力。只有海南大附屬的上下認真地對付櫻木，即使如此，海南在面對湘北爭奪縣大賽冠軍及全國大賽資格賽中都因為櫻木吃盡苦頭。

## 轉變
湘北在地區預選賽的四強賽對上海南大附屬高中；在比賽時間結束之前，由於櫻木的傳球失誤，錯失了追平並進入延長戰線的機會，讓湘北最後一刻惜敗給海南。從此櫻木便剃頭雪恥。
在隊內的練習賽裡被三井的防守防到自己的缺點表露無遺，於是在赤木的特訓下開始練習在禁區內投籃。
二次面對陵南高中時，一開始就展現出近距離射籃能力，然而在與福田的對位中被福田徹底打爆，還因為滑倒撞到椅子流血而下場休息。但在下半場，一度手握15分領先的湘北被仙道瘋狂追分，加上宮城、赤木陸續陷入犯規麻煩，三井因貧血而無法繼續比賽，陷入絕對困境，然而進入比賽尾聲的決勝階段時，櫻木突然在防守端活躍起來。先是破壞了仙道和福田一次足以為陵南帶來勝利的反攻、破壞了仙道一次騙過所有人的轉身切入、赤木因已有四次犯規在身對魚住的進攻有所疑慮時，櫻木在赤木身後硬是擋住了魚住的射籃，以及流川被盜球後陵南一次快速反攻都一一被他徹底破壞。並在最後只領先兩分的情形下搶下赤木未能投進的籃板球並演出再見灌籃，將分數拉開成領先四分的保險局面，比賽就此鎖定勝局。
地區預選賽之後，原本只會灌籃、上籃及禁區內投籃的櫻木，在球隊前往靜岡與常誠高中進行練習賽期間，留在學校體育館，接受安西教練兩萬球射籃集訓，趕在全國大賽前增進實力。

## 全国大赛
樱木花道已学会投篮技巧，在第一场全国大赛對豐玉時雖然一開始把球投到觀眾席形成籃外大空心，但是下半場順利投篮得分。令许多人赞叹不已，最后得到胜利。第二场全国大赛对垒到三连霸全国冠军山王，一開始安西教練便指示由宮城及櫻木負責突擊爭取在比賽首先得分，並由兩人配合演出一個精彩的「拆你屋」入樽先拔頭籌。上半场大半時間因為錯對防守的關係，櫻木在對方的河田美紀男面前不停得分，對方得分手段貧乏加上連力量也比不上櫻木下令湘北得以維持領先，並以2分领先結束上半場，但是下半場山王使出全力，先是將近3分鐘的全場緊迫盯人（大三二區域聯防），加上河田徹底打爆赤木，湘北因落後24分（36：60）而开始绝望。但是只有樱木跟安西教練还没放弃，他站在记分台上高喊“我要打败山王”，虽然这个举动被许多人嘲笑，可是樱木花道成功地把湘北的气势鼓起。除此之外，樱木花道也以惊人的篮板能力挽救了湘北。但是在关键时刻时，樱木为了救一颗快要出界的球而伤到脊椎。安西教练不再让他上场，但是他的斗志却没熄灭。最后他对安西教练说了一句话“你的最辉煌的时候是全国大赛还是国家队……对于我就是现在了！”所以安西让樱木上场，虽然身负重伤可是还坚韧不拔地盖「人肉丸」（河田美紀男）和澤北大火锅。在不到2秒和一分之差时，說出「左手只是輔助」後，流川枫传球给樱木花道，樱木花道以优美的投篮姿势投进在最后一秒的絕殺球，兩人前所未有的默契，帮助湘北以79:78反败为胜，也成为《灌籃高手》的經典台詞。

## 原型
櫻木花道原型是井上雄彥在1990年發表作品喜歡紅色(赤が好き)的男主角（姓名亦爲櫻木花道）。喜歡紅色（赤が好き）發表後，《灌籃高手》開始連載。
因為櫻木的特色－一頭紅髮（本人自稱是天生的）、搞怪、擅長抓籃板球、跑步的姿勢及飛身救球，一般認為作者井上雄彥是依「小蟲」為設計腳本。另外從下往上拋投的罰球姿勢則是以瑞克·貝瑞為參考。

## 脚註
1. ↑  灌籃高手單行本第23集47頁
2. ↑  此句在尖端完成版中改譯為「左手扶著球就好」，雖然較為貼近原意，但為多數中文讀者所不喜。